# Onthophagus delicatus
Onthophagus delicatus är en skalbaggsart som beskrevs av D'orbigny 1915. Onthophagus delicatus ingår i släktet Onthophagus och familjen bladhorningar. Inga underarter finns listade i Catalogue of Life.